# Морозов, Славий Алексеевич
Сла́вий Алексе́евич Моро́зов (17 ноября 1939 — 16 декабря 2010) — советский и российский физик. Доктор технических наук, профессор. Начальник научного отдела Физико-энергетического института, профессор Обнинского института атомной энергетики. Отец футболистов и тренеров Алексея и Олега Морозовых.

## Биография
Славий Морозов родился 17 ноября 1939 года.
Доктор технических наук, профессор.
Начальник научного отдела Физико-энергетического института.
Профессор Обнинского института атомной энергетики.

### Семья
- Сыновья-близнецы:
  - Алексей Славиевич Морозов (род. 1966), советский и российский футболист, тренер.
  - Олег Славиевич Морозов (род. 1966), советский и российский футболист, тренер.

## Почётные звания
- Заслуженный деятель науки Российской Федерации (2005)[3]

### Монографии
- Могильнер А. И., Морозов С. А. Измерение абсолютной мощности реактора частотным методом / Препринт. — Обнинск: ФЭИ, 1967.
- Даниленко В. П., Морозов С. А., Ковтун С. Н., Уралец А. Ю., Швецов Д. М. и др. Исследование динамических характеристик ионизационных камер / Препринт. — Обнинск: ФЭИ, 1997. — 14 с.

### Статьи
- Могильнер А. И., Морозов С. А. и др. Полустатический метод измерения эффективной доли запаздывающих нейтронов // Атомная энергия. — 1967. — Т. 22, вып. 1. — С. 21.

### Патенты
- Гордеев Э. Г., Козлов Ю. Н, Мартынов Е. Б., Могильнер А. И., Морозов С. А. Устройство для измерения абсолютной мощности ядерного реактора (1066373). 1967
- Морозов С. А., Полионов В. П., Портяной А. Г., Молявкин А. Н. Система влажностного контроля течи трубопровода АЭС (RU 2271045).
- Морозов С. А., Ковтун С. Н., Окладников В. М. Устройство для измерения влажности воздуха (RU 2184369). 2000.